# Atopophrictis xenosema
Atopophrictis xenosema är en fjärilsart som beskrevs av Edward Meyrick 1920. Atopophrictis xenosema ingår i släktet Atopophrictis och familjen praktmalar, Oecophoridae. Inga underarter finns listade i Catalogue of Life.